# ピアカイフ
ピアカイフ（英語: PIA KAIFU）は、徳島県海陽町にあるショッピングセンター。

## 店舗
- リーブル若山 - 本・クリーニング。
- ニシミヤ - スーパーマーケット。
- ホーライ - パン・製菓。
- コインランドリー

## 交通
- 阿佐海岸鉄道「海部駅」より徒歩で約10分。
- 徳島自動車道「徳島インターチェンジ」より車で約130分。